# Binyomin Beinush Finkel
Pour les articles homonymes, voir Finkel.
Binyomin Beinush Finkel, né en 1911 à Mir, en Biélorussie, et mort le 13 février 1990 à Jérusalem, en Israël est un membre éminent de la dynastie rabbinique Finkel. Il est rosh yeshiva de la yechiva de Mir de Jérusalem

## Biographie
Binyomin Beinush Finkel est né en 1911 à Mir, en Biélorussie.
Son père est le rabbin Eliézer Yehouda Finkel (né en 1879 à Kelmė en Lituanie et mort en 1965, à Jérusalem en Israël), le rosh yeshiva de la yechiva de Mir en Biélorussie, puis à Jérusalem en Israël. Il est le fils du rabbin Nosson Nata Zvi Finkel (le Alter de Slabodka ou le Vieux de Slabodka), né en 1849, à Raseiniai, en Lituanie et mort le 1er février 1927 à Jérusalem (alors en Palestine mandataire, aujourd'hui en Israël) et de Gittel (Gertrude) Wolpert, née en 1857 à Kelmė en Lituanie et morte le 3 mars 1930 à Jérusalem (alors en Palestine mandataire, aujourd'hui en Israël).
Sa mère est Malka Kamay, née en 1875 et morte le 23 septembre 1958. Elle est la fille du rabbin Eliyahu Baruch Kamai, né le 17 septembre 1840 à Shkod et mort le 2 juillet 1917 à Minsk (Biélorussie), rosh yeshiva de la yechiva de Mir et de Rivka Jaffe (Yaffe), née en 1843 et morte en 1909 en Biélorussie.
Ses parents se sont épousés en 1903.
Binyomin Beinush Finkel est le plus jeune d'une fratrie de cinq enfants : le rabbin Chaim Ze'ev Finkel (né le 28 février 1906 et mort le 15 septembre 1965), Chana Miryam Shmuelevitz (née le 1er août 1907 à Mir, en Biélorussie et morte le 5 octobre 1995 à Jérusalem, en Israël), Avrohom Meir Finkel (né en 1908 à Mir, en Biélorussie et mort le 22 août 1942 à Varsovie en Pologne), Moshe Finkel (né le 13 octobre 1910 et mort en 2004).

### Études
Binyomin Beinush Finkel étudie à Mir à la yechiva de Mir. En 1931, il étudie avec le Hofetz Haïm. En 1933-1934, il étudie avec Yitzchok Zev Soloveitchik, le Brisker Rov.

### Israël
Binyomin Beinush Finkel immigre en Palestine mandataire. Il devient proche du Hazon Ish. Il épouse la nièce de ce dernier.
Après son mariage, il enseigne à la yechiva Beis Baruch, puis à la yechiva de Mir, où il devient rosh yeshiva, en 1965, après la mort de son père.

### Famille
Binyomin Beinush Finkel épouse Esther Yenta Greinerman, la fille du rabbin Shmuel Greinerman, un des élèves du Hofetz Haïm, et de la fille du rabbin Shmaryahu Yosef Karelitz, le rabbin de Kosovo en Lituanie. Esther Yenta Finkel est une nièce du Hazon Ish. Elle meurt le 20 août 2017 à Jérusalem, à l'âge de 96 ans,.
Il est le beau-père du rabbin Nosson Tzvi Finkel (qui est aussi un deuxième cousin), qui lui succède comme rosh yeshiva de la yechiva de Mir, du rabbin Binyomin Carlebach, du rabbin Nachman Levovitz, du rabbin Yisroel Glustein, rosh yeshiva de la yechiva de Mir, et du rabbin Ahron Lopiansky (époux de Yaffa Finkel), Rosh Yeshiva de la yeshiva of Greater Washington à Silver Spring (Maryland), aux États-Unis.